# (73557) 2131 P-L
(73557) 2131 P-L – planetoida z pasa głównego asteroid okrążająca Słońce w ciągu 3,59 lat w średniej odległości 2,34 j.a. Odkryta 24 września 1960 roku.